# Teriyaki Boyz
I Teriyaki Boyz sono un gruppo hip-hop giapponese di Yokohama formato dai quattro MC Ilmari, Ryo-Z (dei Rip Slyme), Verbal (degli M-Flo) e Wise e dal DJ Nigo.

## Storia
Il loro disco d'esordio Beef or Chicken esce nel 2005, prodotto dall'etichetta statunitense Def Jam e ha visto la collaborazione di numerosi artisti di fama mondiale come Adrock dei Beastie Boys, Cornelius, Cut Chemist, Daft Punk, Dan the Automator, DJ Premier, DJ Shadow, Just Blaze, Mark Ronson, e The Neptunes.
Nel 2006 hanno registrato due brani per la colonna sonora del film The Fast and the Furious: Tokyo Drift: la title track e Cho Large assieme a Pharrell, già presente sul loro album d'esordio.
Il 24 gennaio 2007 hanno pubblicato un nuovo singolo I Still Love Her, con la collaborazione e la produzione di Kanye West, che ha anche partecipato al video.

## Discografia

### Album
- 2005 - Beef or Chicken
- 2009 - Serious Japanese

### Singoli
- 2006 - Heartbreaker
- 2007 - I Still Love Her feat. Kanye West
- 2008 - Zock On! feat. Pharrell &  Busta Rhymes
- 2009 - Work That feat. Pharrell & Chris Brown